# Music for the Masses
Music for the Masses (en español, Música para las masas) es el sexto álbum del grupo inglés de música electrónica, Depeche Mode (Martin Gore, David Gahan, Alan Wilder, Andrew Fletcher), producido y publicado en 1987.
Fue producido por el grupo, el ingeniero David Bascombe y adicionalmente por Daniel Miller. Todos los temas fueron escritos por Martin Gore.
Con motivo del disco, Depeche Mode realizó durante 1987-88 la gira Tour for the Masses. Posteriormente, en 1989 se publicaron el documental y el álbum 101, el primer directo de la banda.

## Listado de canciones
El álbum apareció en tres formatos, el estándar en disco de vinilo, en disco compacto y en casete de cinta magnética de audio. Posteriormente y en la actualidad se le encuentra en streaming.
Edición en LP
| Lado A |                           |          |  |
| N.º    | Título                    | Duración |  |
| 1.     | «Never Let Me Down Again» | 4:47     |  |
| 2.     | «The Things You Said»     | 3:55     |  |
| 3.     | «Strangelove»             | 4:38     |  |
| 4.     | «Sacred»                  | 5:01     |  |
| 5.     | «Little 15»               | 4:14     |  |

| Lado B |                                                         |          |  |
| N.º    | Título                                                  | Duración |  |
| 1.     | «Behind the Wheel»                                      | 5:17     |  |
| 2.     | «I Want You Now»                                        | 3:28     |  |
| 3.     | «To Have and to Hold»                                   | 3:08     |  |
| 4.     | «Nothing»                                               | 4:12     |  |
| 5.     | «Pimpf» (contiene el Interlude# 1 – Mission Impossible) | 5:25     |  |

Edición en CD
Procedente de la época en que se daba el cambio del LP al formato digital, la edición para CD adicionalmente contiene cuatro lados B de los sencillos del álbum.

| Music for the Masses |                                                         |          |  |
| N.º                  | Título                                                  | Duración |  |
| 1.                   | «Never Let Me Down Again»                               | 4:47     |  |
| 2.                   | «The Things You Said»                                   | 3:55     |  |
| 3.                   | «Strangelove»                                           | 4:38     |  |
| 4.                   | «Sacred»                                                | 5:01     |  |
| 5.                   | «Little 15»                                             | 4:14     |  |
| 6.                   | «Behind the Wheel»                                      | 5:17     |  |
| 7.                   | «I Want You Now»                                        | 3:28     |  |
| 8.                   | «To Have and to Hold»                                   | 3:08     |  |
| 9.                   | «Nothing»                                               | 4:12     |  |
| 10.                  | «Pimpf» (contiene el Interlude# 1 – Mission Impossible) | 5:25     |  |
| 11.                  | «Agent Orange»                                          | 5:05     |  |
| 12.                  | «Never Let Me Down Again» (Aggro Mix)                   | 4:54     |  |
| 13.                  | «To Have and to Hold» (Spanish Taster)                  | 2:34     |  |
| 14.                  | «Pleasure, Little Treasure» (Glitter Mix)               | 5:36     |  |

Edición en casete
La versión en casete contiene los catorce temas de la edición en CD, aunque curiosamente con los diez primeros temas en el lado A y los cuatro bonos en el lado B. Actualmente esta versión, como el formato, ya no se encuentra disponible.

## Créditos
Martin Gore - sintetizadores, guitarra, acordeón y segunda voz; además canta los temas The Things You Said y I Want You Now.
David Gahan - voz principal, excepto Behind the Wheel que es cantada a dueto con Gore; los temas Never Let Me Down Again y Sacred los cantan parcialmente a dueto.
Alan Wilder - sintetizadores, piano, arreglos, producción y programación; apoyo vocal en Nothing y Behind the Wheel.
Andrew Fletcher - sintetizador; apoyo vocal en Nothing.
David Bascombe - producción e ingeniería.
Daniel Miller - producción adicional y ejecutiva, asistencia.
Martyn Atkins, David Jones y Mark Higenbottam de T&CP Associates - portada, diseño y fotografías.

## Sencillos
- Strangelove
- Never Let Me Down Again
- Behind the Wheel
- Little 15 (solo para Europa)
- Strangelove 88 (solo para Estados Unidos)

La versión de "Behind the Wheel" como sencillo difiere de la del álbum, en este es la llamada Remix; los elementos percusivos y su característico teclado cambian casi totalmente. La versión de "Strangelove" como sencillo difiere totalmente de la del álbum, aunque no siempre se emplea el subtítulo Remix para distinguirlas.
Por otro lado, al año siguiente se reeditó en los Estados Unidos con la mezcla original del álbum, pues la disquera consideró que la respuesta inicial obtenida allá no había sido la adecuada. La canción se tituló igual, pero se le conoce con el nombre "Strangelove '88"; posteriormente solo se ha incluido en su versión audiovisual en el segundo disco de la colección Videos 86>98 + de 2002.
Por último, hubo ediciones limitadas solo en Japón de "I Want You Now" como sencillo en vinilo de siete pulgadas y en CD.
Formalmente del álbum se desprendieron y siempre aparece solo con cuatro sencillos.
Lados B
Los temas que originalmente quedaron fuera de Music for the Masses y aparecieron como lados B de los sencillos fueron la canción "Pleasure Little Treasure" y los instrumentales "Agent Orange" y "Stjarna" compuestos también por Gore; así como el cover "Route 66" y una versión en piano de la Sonata núm. 14 de Beethoven, la Moonlight Sonata (en español, Claro de Luna o Luz de Luna).
Los dos primeros son los incluidos en la edición en CD del álbum, junto con la versión Aggro Mix de "Never Let Me Down Again" y la Spanish Taster de "To Have and to Hold".
La canción "Route 66" de Bobby Troup cantada por Martin Gore aparece solo en el disco sencillo "Behind the Wheel"; "Stjarna" y la Moonlight Sonata solo en "Little 15". De acuerdo con Alan Wilder en su site de Internet, él solo tocaba la pieza de Beethoven para entretenerse en el estudio durante la producción del disco, pero Martin Gore, sin que se diera cuenta, lo grabó como una broma y terminaron incluyéndola en el sencillo.
El tema cuasi-sinfónico "Pimpf" del álbum, fue también el lado B de "Strangelove", e incluso se le realizó en video; asimismo existe una segunda versión en el sencillo bajo el nombre "Fpmip".
El vídeo de "Pimpf" se realizó exclusivamente para incluirlo en la colección Strange de 1988.
"Pleasure, Little Treasure" tuvo una edición como sencillo promocional, pero en su versión en directo desprendida del álbum 101, solo para España y Francia.

## Edición 2006
En 2006 el álbum Music for the Masses se reeditó con todo el contenido de la edición original y lados B, en ediciones para formato de SACD y DVD, como parte de la reedición de todos los álbumes anteriores a Playing the Angel de 2005.
La reedición consistió en empatar todos los álbumes previos con Playing the Angel, el cual fue publicado en dos ediciones, una normal solo con el disco y otra acompañada de un DVD, y al igual que este la reedición americana contiene el álbum Music for the Masses en CD acompañado del DVD mientras en la reedición europea aparece en formato SACD junto con el DVD, de cualquier modo el contenido en ambas ediciones es el mismo.
Adicionalmente el álbum se reeditó en su edición de CD, así como en disco de vinilo en ambos lados del mundo.

| Disco uno, SACD/CD |                                                    |          |  |
| N.º                | Título                                             | Duración |  |
| 1.                 | «Never Let Me Down Again»                          | 4:47     |  |
| 2.                 | «The Things You Said»                              | 3:55     |  |
| 3.                 | «Strangelove»                                      | 4:38     |  |
| 4.                 | «Sacred»                                           | 5:01     |  |
| 5.                 | «Little 15»                                        | 4:14     |  |
| 6.                 | «Behind the Wheel»                                 | 5:17     |  |
| 7.                 | «I Want You Now»                                   | 3:28     |  |
| 8.                 | «To Have and to Hold»                              | 3:08     |  |
| 9.                 | «Nothing»                                          | 4:12     |  |
| 10.                | «Pimpf» (con el Interlude #1 – Mission Impossible) | 3:56     |  |

| Disco dos, DVD |                                                               |          |  |
| N.º            | Título                                                        | Duración |  |
| 1.             | «Depeche Mode 1987-88» (Sometimes You do Need Some New Jokes) | 37:02    |  |
| 2.             | «Never Let Me Down Again»                                     | 4:47     |  |
| 3.             | «The Things You Said»                                         | 3:55     |  |
| 4.             | «Strangelove»                                                 | 4:38     |  |
| 5.             | «Sacred»                                                      | 5:01     |  |
| 6.             | «Little 15»                                                   | 4:14     |  |
| 7.             | «Behind the Wheel»                                            | 5:17     |  |
| 8.             | «I Want You Now»                                              | 3:28     |  |
| 9.             | «To Have and to Hold»                                         | 3:08     |  |
| 10.            | «Nothing»                                                     | 4:12     |  |
| 11.            | «Pimpf» (con el Interlude #1 – Mission Impossible)            | 3:56     |  |
| 12.            | «Agent Orange»                                                | 5:05     |  |
| 13.            | «Never Let Me Down Again» (Aggro Mix)                         | 4:54     |  |
| 14.            | «To Have and to Hold» (Spanish Taster)                        | 2:33     |  |
| 15.            | «Pleasure Little Treasure» (Glitter Mix)                      | 5:34     |  |
| 16.            | «Agent Orange»                                                | 5:05     |  |
| 17.            | «Pleasure Little Treasure»                                    | 2:52     |  |
| 18.            | «Route 66»                                                    | 4:09     |  |
| 19.            | «Stjarna»                                                     | 4:23     |  |
| 20.            | «Sonata no. 14»                                               | 3:36     |  |

## The 12" Singles
Es una colección iniciada en 2018, con Speak & Spell y A Broken Frame, de todos los sencillos de DM, por álbum, en estricto orden cronológico, presentados en ediciones de lujo en formato de 12 pulgadas, que continuó ese mismo año con Construction Time Again y Some Great Reward. Posteriormente, se continuó con Black Celebration y Music for the Masses a mediados de 2019, pero Music for the Masses presentado en siete discos.
Pese a que la colección es en discos de 12 pulgadas, también se publicó y está disponible en streaming.
Strangelove
| Lado A |                          |          |  |
| N.º    | Título                   | Duración |  |
| 1.     | «Strangelove» (Maxi Mix) | 6:32     |  |

| Lado B |                          |          |  |
| N.º    | Título                   | Duración |  |
| 1.     | «Strangelove» (Midi Mix) | 1:38     |  |
| 2.     | «Fpmip»                  | 5:20     |  |

Strangelove
| Lado C |                           |          |  |
| N.º    | Título                    | Duración |  |
| 1.     | «Strangelove» (Blind Mix) | 6:31     |  |
| 2.     | «Pimpf»                   | 4:32     |  |

| Lado D |                          |          |  |
| N.º    | Título                   | Duración |  |
| 1.     | «Strangelove» (Pain Mix) | 7:18     |  |
| 2.     | «Agent Orange»           | 5:06     |  |

Never Let Me Down Again
| Lado E |                                       |          |  |
| N.º    | Título                                | Duración |  |
| 1.     | «Never Let Me Down Again» (Split Mix) | 9:33     |  |

| Lado F |                                           |          |  |
| N.º    | Título                                    | Duración |  |
| 1.     | «Pleasure, Little Treasure» (Glitter Mix) | 5:34     |  |
| 2.     | «Never Let Me Down Again» (Aggro Mix)     | 4:54     |  |

Never Let Me Down Again
| Lado G |                                             |          |  |
| N.º    | Título                                      | Duración |  |
| 1.     | «Never Let Me Down Again» (Tsangarides Mix) | 4:21     |  |

| Lado H |                                        |          |  |
| N.º    | Título                                 | Duración |  |
| 1.     | «Pleasure, Little Treasure» (Join Mix) | 4:53     |  |
| 2.     | «To Have and to Hold» (Spanish Taster) | 2:34     |  |

Behind the Wheel
| Lado I |                                                    |          |  |
| N.º    | Título                                             | Duración |  |
| 1.     | «Behind the Wheel» (Remezclado por Shep Pettibone) | 5:55     |  |

| Lado J |                                             |          |  |
| N.º    | Título                                      | Duración |  |
| 1.     | «Route 66» (Remezclado por The Beatmasters) | 6:19     |  |

Behind the Wheel
| Lado K |                                      |          |  |
| N.º    | Título                               | Duración |  |
| 1.     | «Behind the Wheel» (Beatmasters Mix) | 7:58     |  |

| Lado L |                           |          |  |
| N.º    | Título                    | Duración |  |
| 1.     | «Route 66» (Casualty Mix) | 10:39    |  |

Little 15
| Lado M |             |          |  |
| N.º    | Título      | Duración |  |
| 1.     | «Little 15» | 4:16     |  |

| Lado N |                                           |          |  |
| N.º    | Título                                    | Duración |  |
| 1.     | «Stjarna»                                 | 4:25     |  |
| 2.     | «Sonata no. 14 en C#m» (Moonlight Sonata) | 5:36     |  |

## Datos
- El disco contiene una pieza 30 segundos después del tema "Pimpf", se llama Interlude # 1 - Mission Impossible y no está acreditado en el disco.
- En el video de "Never Let Me Down Again", Dave Gahan maneja un BMW Isetta.
- Las canciones "Never Let Me Down Again" y "The Things You Said están continuadas entre sí; "Strangelove" y "Sacred" también; por último "I Want You Now", "To Have and to Hold" y "Nothing" están también continuadas como si fueran una sola pieza.
- Durante la gira se incluyó en los conciertos la canción "Never Turn Your Back on Mother Earth", original del dueto estadounidense Sparks y que sería un lado B de "Little 15", pero quedó fuera. Solo se incluyó en el Counterfeit e.p., el primer álbum solista de Martin Gore en 1989.
- "Little 15" fue el único sencillo posterior a 1986 que se incluyó en la colección The Singles Boxes 1-3 de 1991.
- Algunas de las remezclas de Strangelove como sencillo en 1988 fueron realizadas por Mark Saunders y Tim Simenon, quien nueve años después produjo el álbum Ultra de Depeche Mode.
- La voz que se escucha al principio de "To Have and to Hold" dice "V dokladah rassmatrivayutsya evolyutsiya yadernyh arsenalov i sotsial'no-psihologicheskiye problemy gonki vooruzheniy". Es ruso y quiere decir "Los informes examinan la evolución de los arsenales nucleares y los problemas sociopsicológicos de la carrera armamentista".
- La Spanish Taster de "To Have and to Hold", que aparece en el disco sencillo "Never Let Me Down Again" y en la edición en CD del álbum, es la verdadera versión original de ese tema; la incluida en la versión estándar de Music for the Masses es una segunda mezcla.
- El tema "Pleasure, Little Treasure", incluido solo en la edición en CD del álbum, fue en su versión Glitter Mix, aunque no aparece acreditado así.

Es uno de los discos más exitosos de Depeche Mode y en donde se contienen algunos de sus temas más conocidos, la importancia del álbum es que con él entraron por completo al mercado estadounidense, de hecho el título resulta un tanto cínico pues verdaderamente fue música para las masas.
Estilísticamente el álbum presentó temas muy rítmicos combinados con otros experimentales de sonido poco comerciable como la pieza minimalista Little 15, la lúgubre To Have and to Hold, la sugerente I Want You Now y el extraño tema cuasi-sinfónico Pimpf. Las otras canciones por su sonido bailable se convirtieron en importantes éxitos del grupo, además de que presentaban interesantes innovaciones electrónicas como la destreza de Alan Wilder en su teclado para Strangelove, la mezcla de música sacra con electro de Sacred, la base minimalista de Behind the Wheel, la contundencia de sonido en Never Let Me Down Again o el sampleo de cuerdas en Nothing.
Sobre el éxito económico de Music for the Masses pueden decirse muchas cosas, pero la más cierta es que el disco triunfó por un motivo muy sencillo, su sonido más accesible. Esto no es solo un punto simplista, el álbum como los anteriores de Depeche Mode fue técnicamente innovador, vanguardista, ecléctico, pero sobre todo más comercial, evidentemente debido a que por primera vez trabajaron con un productor distinto a Daniel Miller o a Gareth Jones.
Miller había sido el productor de los cinco primeros discos del grupo, los tres inmediatamente anteriores junto con Gareth Jones, quien ciertamente había contribuido de manera crucial en darle al sonido de Depeche Mode su forma más acabada, esto es entre lo industrial y lo gótico, yendo de lo romántico a lo melancólico. Para Music for the Masses, Miller únicamente permaneció como coproductor de algunos temas como Never Let Me Down Again, pero la labor recayó principalmente en David Bascombe, quien ya tenía experiencia en hacer más comerciales a bandas de culto como The Cure, así que la decisión de trabajar con un productor distinto revelaba que Depeche Mode tenía la intención justamente de llegar a un público más amplio.
Ello desde luego no demérita al álbum, el cual siguió mostrando a Depeche Mode con un dominio cada vez más grande de su sonido electrónico, pero dejaban atrás el discurso sociopolítico de Construction Time Again o la irreverencia de Some Great Reward, mientras seguían la senda oscura iniciada en Black Celebration pero solo en temas como Behind the Wheel, To Have and to Hold y Pimpf.
Así, el disco en lugar de provocar escándalo les abrió las puertas para nuevos sectores, está por ejemplo el hecho de que Never Let Me Down Again es musicalmente uno de sus temas más célebres técnicamente, el cual sin embargo tiene una letra muy vacía; o Behind the Wheel que aunque sugerente nunca resulta demasiado provocativa, el disco presentó un Depeche Mode un poco más relajado.
Sin embargo, continuaron acercándose a la censura con otros temas no promocionados del álbum como To Have and to Hold que suena a tema de película de terror pero sobre todo I Want You Now el cual es una invitación abiertamente sexual. Como fuera, el disco volvió a Depeche Mode un grupo más digerible para el público, temas como Strangelove y Nothing aunque pasionales no provocan escándalo, al contrario son más llanos.
Así pues, el álbum volvió al grupo más conocido en el continente americano por lo que se realizó una gira de exactamente 101 presentaciones, de donde incluso resultó su primer álbum en vivo; por todo lo cual en su momento se consideró a este como el mejor disco en la carrera de Depeche Mode.

## Canción por canción
Never Let Me Down Again abre el disco con un contundente efecto de guitarra para dar paso al sintetizador y el teclado grave. La letra si bien es de las más simples del grupo, se refiere a la fe en una amistad incondicional, aunque algunos la interpretan como una letra referida a las drogas. La música adicionalmente contiene una percusión más clara que en otros temas del grupo, lo cual junto con el dramático cierre hace sonar la canción como un tema fuerte, aunque en ningún momento se convierte en un tema industrial.
The Things You Said es el tema triste del álbum, una especie de lamento por la pérdida de la inocencia en una relación. La letra es muy fatalista, como de algo que ya no tiene remedio ni vuelta atrás. La música es totalmente electrónica pero también tristona, evidentemente haciéndolo un tema más lírico que musical.
Strangelove es el tema más conocido de la colección Music for the Masses, basado en la maestría de Alan Wilder para tocar el teclado consigue ser un tema fuerte y cadencioso, con una letra juguetona y cínica sobre la entrega completa hacia un amor con marcados altibajos. Principalmente resalta el teclado de notas graves así como el efecto de percusión que para esa época ya se endurecía, el resto de la música es muy disuelta.
Sacred es una suerte de experimento gótico bailable. Planteada como una canción religiosa, los sonidos del teclado emulan a los del órgano de una iglesia y posee también un efecto muy claro de percusión como en Strangelove pero en realidad es más cercano a los estándares del gótico a la vez que es un tema para bailar, por lo cual es también una de las piezas más populares del álbum, pues además destacan los sonidos sintéticos que lo vuelven uno de los más electrónicos en la colección.
Little 15 es el ejercicio meramente minimalista en el álbum. Hecho solo con base de sintetizador y piano muy dramáticos, es uno de esos temas por completo experimentales de Depeche Mode. La letra es muy sencilla aunque no muy entendible por lo que puede resultar muy desconcertante, sin embargo en Europa se le lanzó como sencillo e incluso ha sido objeto de versiones de otros músicos.
Behind the Wheel fue fácilmente el tema más popular del álbum en su momento. La letra es de las más sugerentes del disco llamando a una segunda persona a tomar el control, lo curioso es que el tema está rodeado de la leyenda de que Martin Gore la compuso inspirado en el hecho de que él mismo no sabe conducir. Realizado con una base minimalista, es una buena muestra de cómo cada miembro del grupo podía integrar una pieza electrónica teniendo cada quien algo de protagonismo.
I Want You Now no es una canción sensual sino un tema abiertamente sexual, con su base de gemidos, suspiros y una letra sobre deseo cantada por Martin Gore. Decir que en esencia es un tema de amor resulta difícil, pues más bien es una clara invitación a las relaciones carnales. La música queda en segundo plano ante los sonidos de hombres y mujeres, pero llama la atención la base de teclado bastante dramático de Alan Wilder.
To Have and to Hold es otro tema extraño del álbum. Comienza con el repetido sampleo de una misteriosa grabación en ruso, la base electrónica se incorpora poco más adelante y resulta muy siniestra. La voz de David Gahan que suena más agresiva y oscura que lo común, y de fondo se escuchan constantes susurros y gemidos de Martin Gore. La letra es algo enferma y se refiere al pesar y arrepentimiento. To Have and to Hold (tenerte y conservarte) es una frase del voto matrimonial católico.
Nothing es otra de las canciones más abiertas de la colección. Hecha con forma de blues, es en realidad prácticamente el primer ejercicio de Martin Gore de hacer ese tipo de música de manera electrónica; la base de cuerdas es solo un sampleo de la misma nota. Fue uno de los temas más populares de Music for the Masses por su sonido muy comercial.
Pimpf es otro de los temas extraños del álbum. Presentado como una función sinfónica y oscura que comienza solo con piano, poco a poco va incorporando notas más fuertes, coros, campanas y órgano hasta llegar a un clímax operístico. Destaca el eterno teclado de notas graves de Alan Wilder, lo cual le da al tema Pimpf esa calidad de música gótica.
Interlude # 1 Mission Impossible es el primer interludio instrumental de Depeche Mode, lo cual se repetiría en los dos álbumes posteriores. En realidad ni siquiera es propiamente un tema, solo se escucha una simple base de efecto de sintetizador, pero en primer plano hay una serie de sonidos domésticos: lo que se escucha es alguien entrando a una habitación aparentemente golpeando un balón contra el suelo, todo el tiempo ruido de metales como llaves, abrir una puerta, golpear unas botellas, y todo acaba tan abruptamente como empezó.
Pleasure Little Treasure es una suerte de divertimento para Depeche Mode. Realizada con forma de canción meramente norteamericana, en realidad sentaba las bases para lo que serían conocidos temas posteriores como Personal Jesus, con su acompañamiento de guitarra y su letra desenfadada proponiendo que “todo mundo está buscando una razón para vivir, una nueva sensación”, aunque sin caer en un discurso anárquico. La música es realizada a base de samplers. En su forma básica, recuerda una función de música country.
Agent Orange es un tema instrumental edramático en sus sonidos, una suerte de lamento electrónico, casi un tema fúnebre en clave de notación sintetizada, con sonidos de guerra al estar dedicado al tristemente célebre agente naranja, el napalm empleado durante la Guerra de Vietnam, con reminiscencias a sonidos de helicópteros, bombardeos, explosiones. Un decidido experimento extraño, es como si estuviera dedicado a una película no hecha sobre aquella confrontación armada.
Stjarna, aparece tanto con el nombre Stjarna como St Jarna en algunas ediciones. Es una función experimental básicamente solo en el grave piano de Alan Wilder, con su inconfundible notación pesarosa, y efectos añadidos que lo vuelven triste en su planteamiento general. En su melodía, se aproxima a lo hecho en el más corto Pimpf del mismo álbum, pero con un sonido más triste que dramático.
Route 66 es una de las pocas versiones realizadas por la banda, en el caso una popular canción norteamericana en forma de rock sintetizado con la forma que le dio DM. En la última parte se introduce de forma deliberada el puente de la propia Behind the Wheel, de la que es Lado B.

## Lista de posiciones
| Lista de canciones (1987) | Mejor posición | Certificación | Ventas     |
| ------------------------- | -------------- | ------------- | ---------- |
| Austrian Albums Chart     | 16             |               | 35,000+    |
| Francia                   |                |               | 610,000+   |
| Lista de álbumes alemana  | 2              | Oro           | 750,000+   |
| Italia                    | 7              |               | 250,000+   |
| Holanda                   | 37             |               | 25,000+    |
| España                    |                |               | 95,000+    |
| Lista de álbumes sueca    | 4              |               | 75,000+    |
| Lista de álbum suiza      | 4              |               | 55,000+    |
| UK Albums Chart           | 10             | Plata         | 250,000+   |
| US Billboard 200          | 35             | Platinum      | 1,800,000+ |
| Ventas en Europa          |                |               | 2,145,000+ |
| Ventas mundiales          |                |               | 5,700,000+ |